# Bavanat
Bavanat (persiska: بوانات), tidigare Suryan eller Surian (سوریان), är en ort i Iran. Den ligger i provinsen Fars, i den centrala delen av landet, 600 km söder om huvudstaden Teheran, 2 182 meter över havet. Bavanat är administrativ huvudort i delprovinsen (shahrestan) Bavanat. Orten hade 10 670 invånare vid folkräkningen 2011.